# 릴리아나 세그레

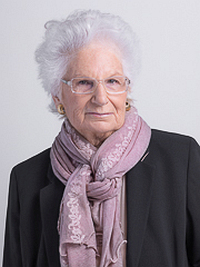
릴리아나 세그레

릴리아나 세그레(이탈리아어: Liliana Segre, OMRI, 1930년 9월 10일 ~ )는 이탈리아의 홀로코스트 생존자로, 2018년 세르지오 마타렐라 대통령에 의해 사회 분야에서 뛰어난 애국적 공로를 인정받아 종신 상원의원으로 임명되었다.
1930년에 유대인 출신의 밀라노 가족에서 태어난 세그레는 1938년 이탈리아 인종법이 공표된 후 그녀의 초등학교에서 퇴학당했다. 1943년에 그녀는 그녀의 가족과 함께 체포되었고 아우슈비츠 수용소로 추방되었다. 그녀의 친척들 중 유일한 생존자였던 1945년 제2차 세계대전이 끝나면서 그녀는 밀라노로 돌아왔다. 수십 년간의 침묵 후에, 1990년대에 그녀는 대중들, 특히 어린 학생들에게 그녀의 경험에 대해 말하기 시작했다.